# Nicolò Anselmi
Nicolò Anselmi (Genova, 9 maggio 1961) è un vescovo cattolico italiano, dal 17 novembre 2022 vescovo di Rimini.

## Biografia
È nato a Genova, sede dell'omonima arcidiocesi, il 9 maggio 1961, da Cesare e Stefana Pallavicini.

### Formazione e ministero sacerdotale
Dopo la maturità scientifica, nel 1985 si è laureato in ingegneria meccanica presso l'Università degli Studi di Genova.
L'anno successivo è entrato nel Seminario arcivescovile maggiore di Genova e ha conseguito il baccalaureato in teologia presso la sezione genovese della Facoltà teologica dell'Italia settentrionale.
Il 9 maggio 1992 è stato ordinato presbitero dal cardinale Giovanni Canestri a Genova Quinto al Mare.
Incardinato nell'arcidiocesi d'origine, è stato, tra l'altro, responsabile del servizio di pastorale giovanile dell'arcidiocesi (1994-2007) e responsabile regionale della pastorale giovanile della conferenza episcopale ligure (1997-2007). Poi, per un quinquennio, è divenuto responsabile del servizio nazionale per la pastorale giovanile della Conferenza Episcopale Italiana a Roma.
Ritornato a Genova nel 2012, il cardinale Angelo Bagnasco lo ha nominato vicario episcopale per la pastorale giovanile, lo sport e l'università e parroco di Santa Maria delle Vigne a Genova.

### Ministero episcopale

#### Vescovo ausiliare di Genova
Il 10 gennaio 2015 papa Francesco lo ha nominato vescovo titolare di Utica e vescovo ausiliare di Genova; ha ricevuto l'ordinazione episcopale l'8 febbraio seguente, nella cattedrale di Genova, dal cardinale Angelo Bagnasco, co-consacranti il cardinale Domenico Calcagno, presidente dell'Amministrazione del patrimonio della Sede Apostolica, e il vescovo di Chiavari Alberto Tanasini.
Dopo l'ordinazione episcopale, il cardinale Bagnasco lo ha nominato vicario generale dell'arcidiocesi, mantenendolo parroco di Santa Maria delle Vigne; in entrambi gli incarichi è stato confermato dal nuovo arcivescovo Marco Tasca il 16 luglio 2020.
In seno alla Conferenza Episcopale Italiana è segretario della commissione episcopale per la famiglia, i giovani e la vita.

#### Vescovo di Rimini
Il 17 novembre 2022 papa Francesco lo ha nominato 111º vescovo di Rimini; è succeduto a Francesco Lambiasi, dimessosi per raggiunti limiti di età.
Il 22 gennaio 2023 ha preso possesso della diocesi, nella cattedrale di Santa Colomba, nota come Tempio malatestiano.

## Genealogia episcopale
La genealogia episcopale è:
- Cardinale Scipione Rebiba
- Cardinale Giulio Antonio Santori
- Cardinale Girolamo Bernerio, O.P.
- Arcivescovo Galeazzo Sanvitale
- Cardinale Ludovico Ludovisi
- Cardinale Luigi Caetani
- Cardinale Ulderico Carpegna
- Cardinale Paluzzo Paluzzi Altieri degli Albertoni
- Papa Benedetto XIII
- Papa Benedetto XIV
- Papa Clemente XIII
- Cardinale Enrico Benedetto Stuart
- Papa Leone XII
- Cardinale Chiarissimo Falconieri Mellini
- Cardinale Camillo Di Pietro
- Cardinale Mieczysław Halka Ledóchowski
- Cardinale Jan Maurycy Paweł Puzyna de Kosielsko
- Arcivescovo Józef Bilczewski
- Arcivescovo Bolesław Twardowski
- Arcivescovo Eugeniusz Baziak
- Papa Giovanni Paolo II
- Cardinale Carlo Maria Martini, S.I.
- Cardinale Dionigi Tettamanzi
- Cardinale Angelo Bagnasco
- Vescovo Nicolò Anselmi